# دیوید راملهارت

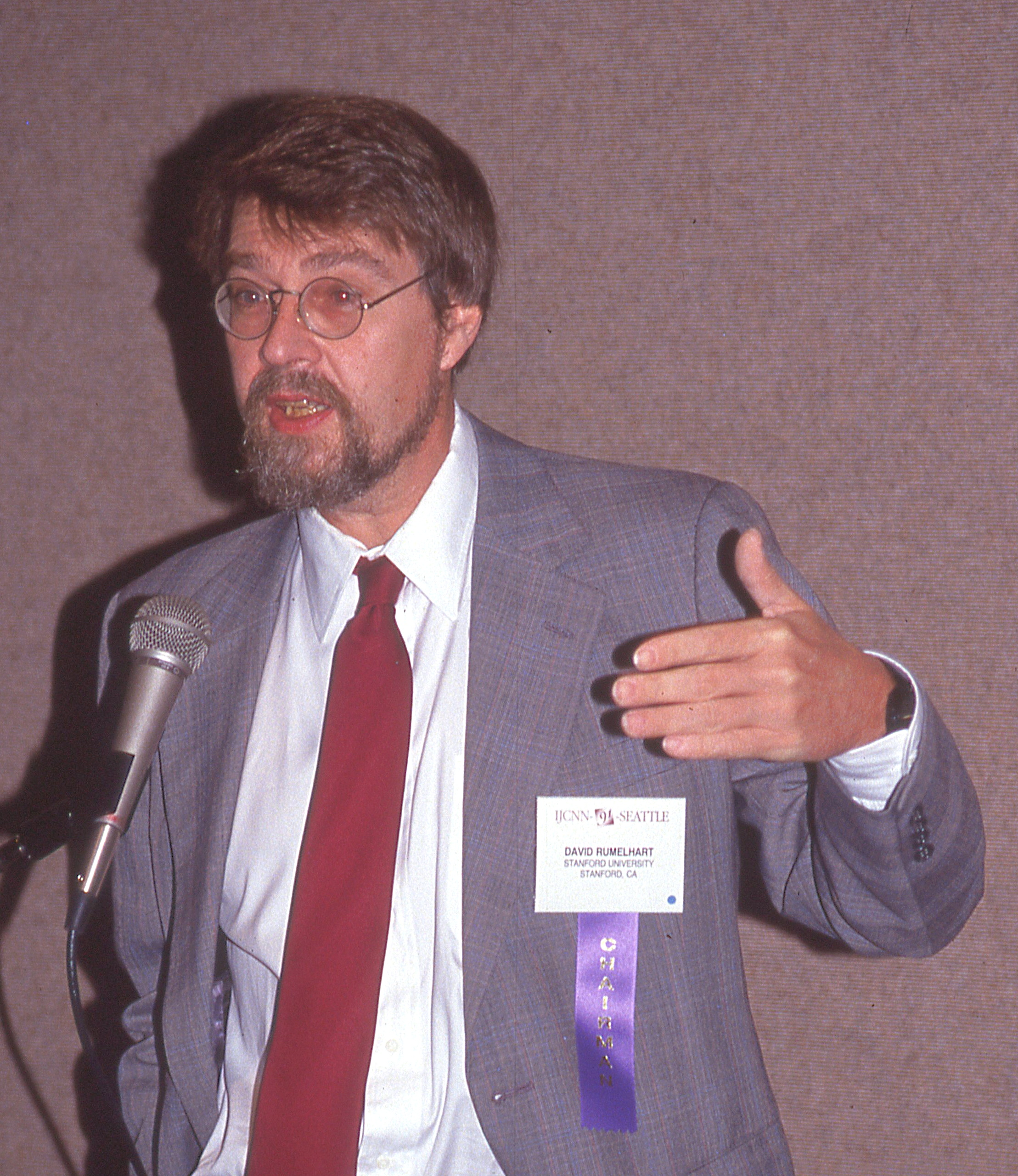
دیوید اورت راملهارت در کنفرانس بین‌المللی ارتباطات در سال ۱۹۹۱

دیوید اورت راملهارت (۱۲ ژوئن ۱۹۴۲–۱۳ مارس ۲۰۱۱)روان‌شناس آمریکایی بود که با کار بر روی چارچوب روانشناسی ریاضیاتی، هوش مصنوعی نمادین، و پردازش گسترده موازی، خدمات شایانی را درتحلیل صوری شناخت انسان به ثمر رساند. وی همچنین رویکردهای صوری زبانشناختی را در شناخت تحسین می‌کرد و امکان فرمول‌بندی یک دستور صوری که به ساختار داستان‌ها دست یابد را مورد بررسی قرار داد.
در سال ۱۹۸۶راملهارت کتاب پردازش گسترده موازی: کاوشی در ریزساخت‌های شناخت را با همکاری جیمز مک کلیلند منتشر کرد، که مدل شبیه‌سازی کامپیوتری آنها از ادراک را توصیف می‌کرد. این کتاب اولین مدل‌های قابل سنجش شبکه عصبی را جهان علم معرفی می‌کرد؛ کتابی که امروزه به عنوان متن اصلی در حوزه علوم شناختی به شمار می‌آید.

## زندگی‌نامه
راملهارت در۱۲ ژوئن شال ۱۹۴۲ در میچل، در ایالت داکوتای جنوبی متولد شد. والدین او اورت لیروی و سلما تئورا راملهارت بودند. وی تحصیلات خود را در دانشگاه داکوتای جنوبی، در مقطع لیسانس و در رشته روانشناسی و ریاضیات در سال ۱۹۶۳ آغاز کرد. راملهارت به مطالعه روانشناسی ریاضیاتی در دانشگاه استنفورد پرداخت که در سال ۱۹۶۷ مدرک دکترا را برای وی به همراه داشت. از ۱۹۶۷ تا ۱۹۸۷ به عنوان کادر دپارتمان روانشناسی در دانشگاه کالیفرنیا، سن دیگو مشغول به کار بود. در ۱۹۸۷ به دانشگاه استنفورد نقل مکان کرد و تا سال ۱۹۹۸ در این دانشگاه به تدریس پرداخت. در سال ۱۹۹۱ به عضویت آکادمی ملی علوم انتخاب شد. راملهارت افتخارات و جوایز بسیاری کسب کرد که از جمله آن می‌توان به بورس مک‌آرتور در ژوئیه ۱۹۸۷، مدال وارن از جامعه روانشناسان تجربی، و جایزه مشارکت علمی ممتاز انجمن روان‌پزشکی آمریکا اشاره کرد. راملهارت، همراه با جیمز مک‌کلیلند جایزه گرامیر دانشگاه لوییویل را در روانشناسی در سال ۲۰۰۲ دریافت کرد.
راملهارت بر اثر بیماری پیک، که یک عارضه عصب‌شناختی پیش‌رونده است، معلول شد و در اواخر عمر خود با برادر خود در ان آربر، میشیگان زندگی می‌کرد. وی در چلسی، میشیگان درگذشت.

## پیوندهای مرتبط
- پیوندگرایی
- جیمز مک‌کلیلند